# Justynów (powiat de Sochaczew)
Justynów  [jusˈtɨnuf] est un village polonais de la gmina de Młodzieszyn dans le powiat de Sochaczew et dans la voïvodie de Mazovie.
Il se situe à environ 3 kilomètres à l'ouest de Młodzieszyn, à 10 kilomètres au nord-ouest de Sochaczew et à 58 kilomètres à l'ouest de Varsovie.